# Kiyomizu-dera

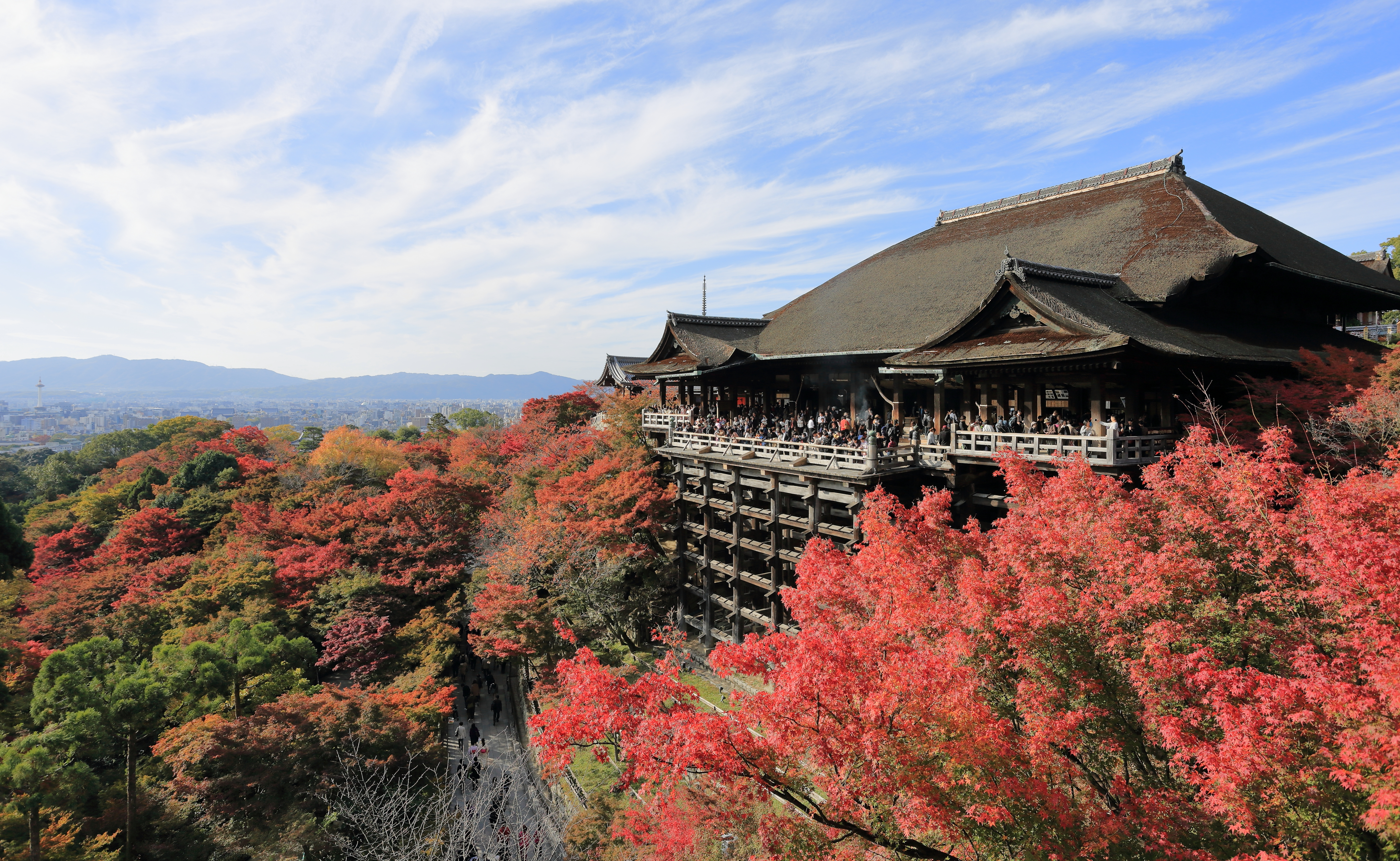
Die Haupthalle des Kiyomizu-dera, Kyōto

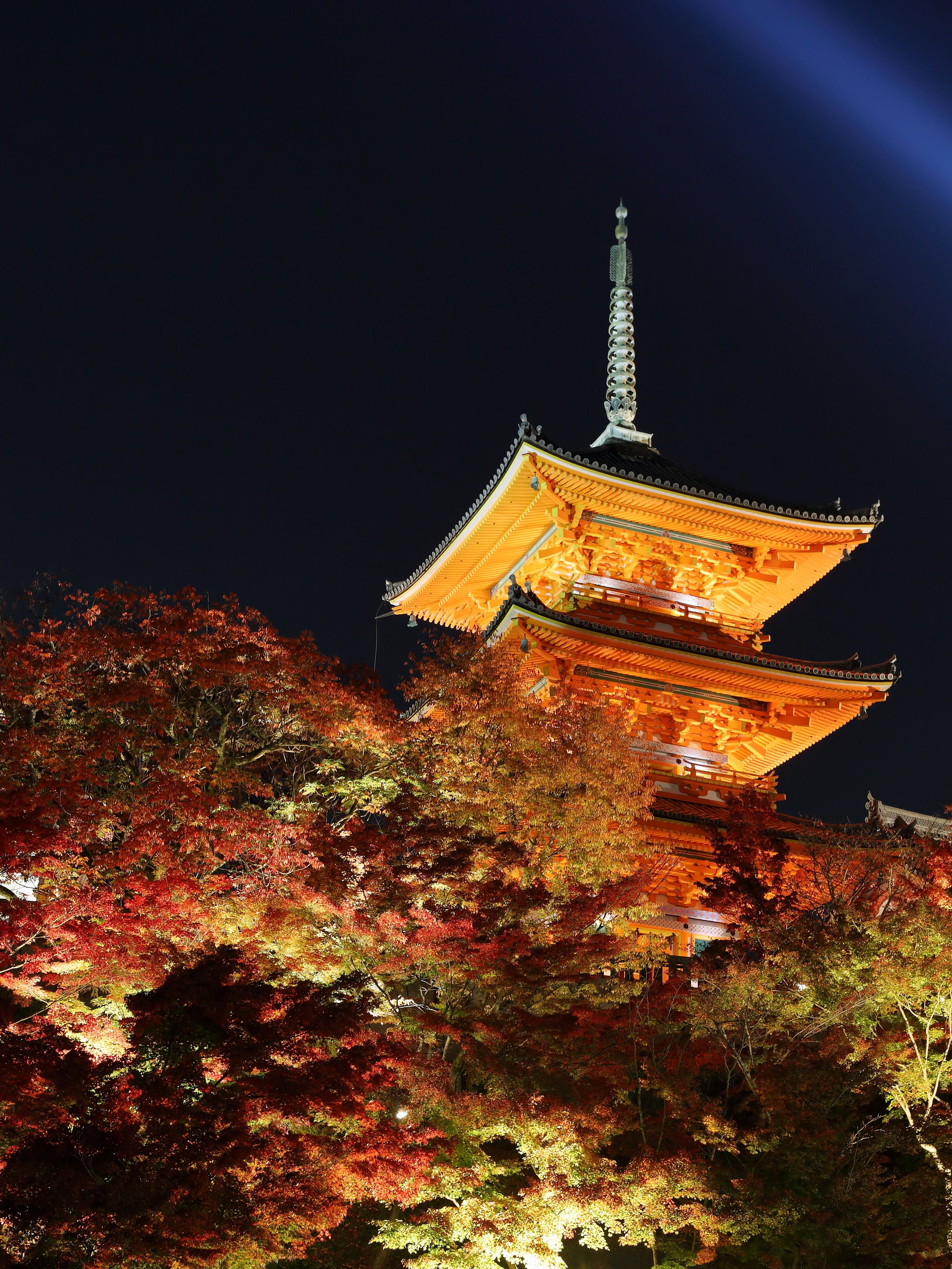
Kiyomizu-dera, Kyoto bei Nacht

Kiyomizu-dera (jap. 清水寺) bezeichnet mehrere buddhistische Tempel, aber meistens ist damit der Otowasan Kiyomizudera (音羽山清水寺) in Ost-Kyōto (Stadtbezirk Higashiyama) gemeint, eine der bekanntesten Sehenswürdigkeiten der Stadt. Der Tempel wurde 1994 zusammen mit anderen Stätten zum UNESCO-Weltkulturerbe Historisches Kyōto (Kyōto, Uji und Ōtsu) ernannt. Der Kiyomizu-dera ist der sechzehnte Tempel des Saigoku-Pilgerweges (西国三十三箇所, Saigoku sanjūsankasho).
Die Geschichte des Tempels reicht bis ins Jahr 798 zurück, die heutigen Gebäude wurden allerdings im Jahr 1633 errichtet. Der Tempel erhielt seinen Namen vom Wasserfall innerhalb des Tempelkomplexes, der von den nahen Hügeln herunterkommt – kiyoi mizu (清い水) bedeutet wörtlich reines Wasser.
Die Haupthalle des Kiyomizu-dera ist für ihre weite Terrasse bekannt, die zusammen mit der Haupthalle auf einer hölzernen Balkenkonstruktion an einem steilen Berghang errichtet wurde. Die Terrasse bietet eine beeindruckende Sicht auf die Stadt. Der Tempel hat die umliegenden Grundstücke aufgekauft, um so die Errichtung von Hochhäusern zu verhindern.
Die japanische Redewendung „die Terrasse des Kiyomizu hinunterspringen“ (清水の舞台から飛び降りる kiyomizu no butai kara tobioriru) bedeutet „sich zu einem Entschluss durchringen“. Dies erinnert an eine Tradition aus der Edo-Zeit, nach der einem Menschen, der den Sprung von der Terrasse wagte, alle Wünsche erfüllt wurden. Dies scheint glaubhaft zu sein, da die üppige Vegetation unter der Terrasse den Aufschlag abdämpft. 234 Sprünge wurden in der Edo-Periode dokumentiert und davon überlebten 85,4 % der Springer den Sprung (heutzutage ist es jedoch verboten, von der Terrasse zu springen). Die Entfernung von der Terrasse bis zum Grund beträgt nur 13 m, dies ist jedoch eine beeindruckende Höhe für eine solche Holzkonstruktion.
Eine breite Treppe führt neben der Haupthalle an den Fuß des Abhanges. Hier befindet sich der Wasserfall des Otowa-no-taki, wo drei einzelne Wasserkanäle in ein Becken stürzen. Tempelbesucher fangen das Wasser in Metallschalen auf und trinken es, da gesagt wird, dass es heilende Kräfte besitzt und Gesundheit, ein langes Leben und Erfolg bringt.

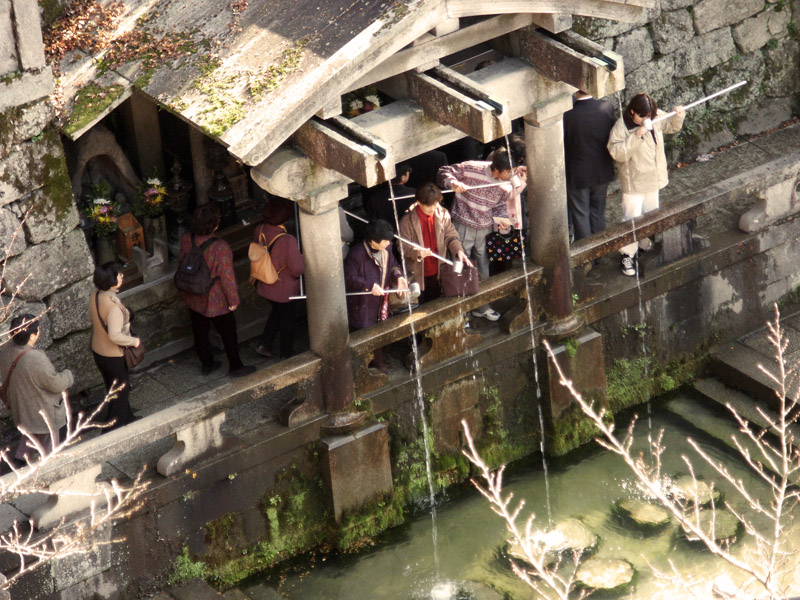
Otowa-no-taki, der Wasserfall mit dem heilenden Wasser

Der Tempelkomplex beherbergt außerdem mehrere Shintō-Schreine, insbesondere Jishu-jinja, der dem Ōkuninushi-no-mikoto gewidmet ist, einem Gott der Liebe. Auf dessen Gelände befindet sich ein Paar „Liebessteine“, die 10 m voneinander entfernt sind. Es wird gesagt, dass Menschen, die mit geschlossenen Augen den Weg vom einen Stein zum anderen finden, sich bald verlieben werden. Besonders gerne wird dies von japanischen Schülerinnen ausprobiert. Wenn der gehenden Person geholfen wird, bedeutet das, dass ein Vermittler die Liebenden zusammenbringt.
An der Hauptzufahrtsstraße des Tempels, der eine der meistbesuchten Sehenswürdigkeiten der Stadt ist, reihen sich Souvenirgeschäfte aneinander: Händler bieten verschiedene Talismane zum Verkauf an, Räucherwerk und o-mikuji (zukunftsdeutende Lose, die Aufschriften von „großes Glück“ bis „großes Unglück“ tragen) gibt es im Überfluss.

## Bilder

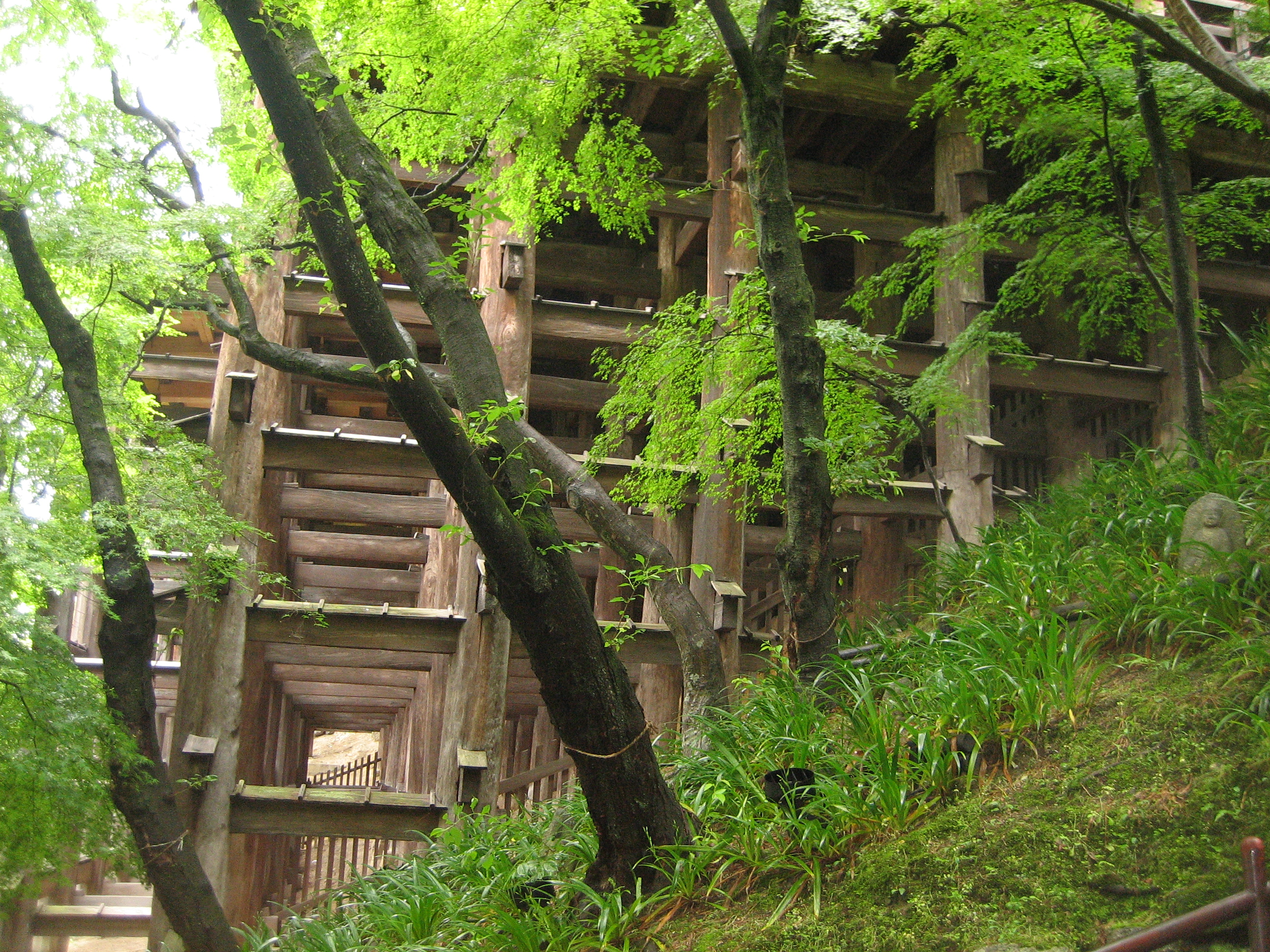
Stützkonstruktion der Haupthalle von unten aus gesehen
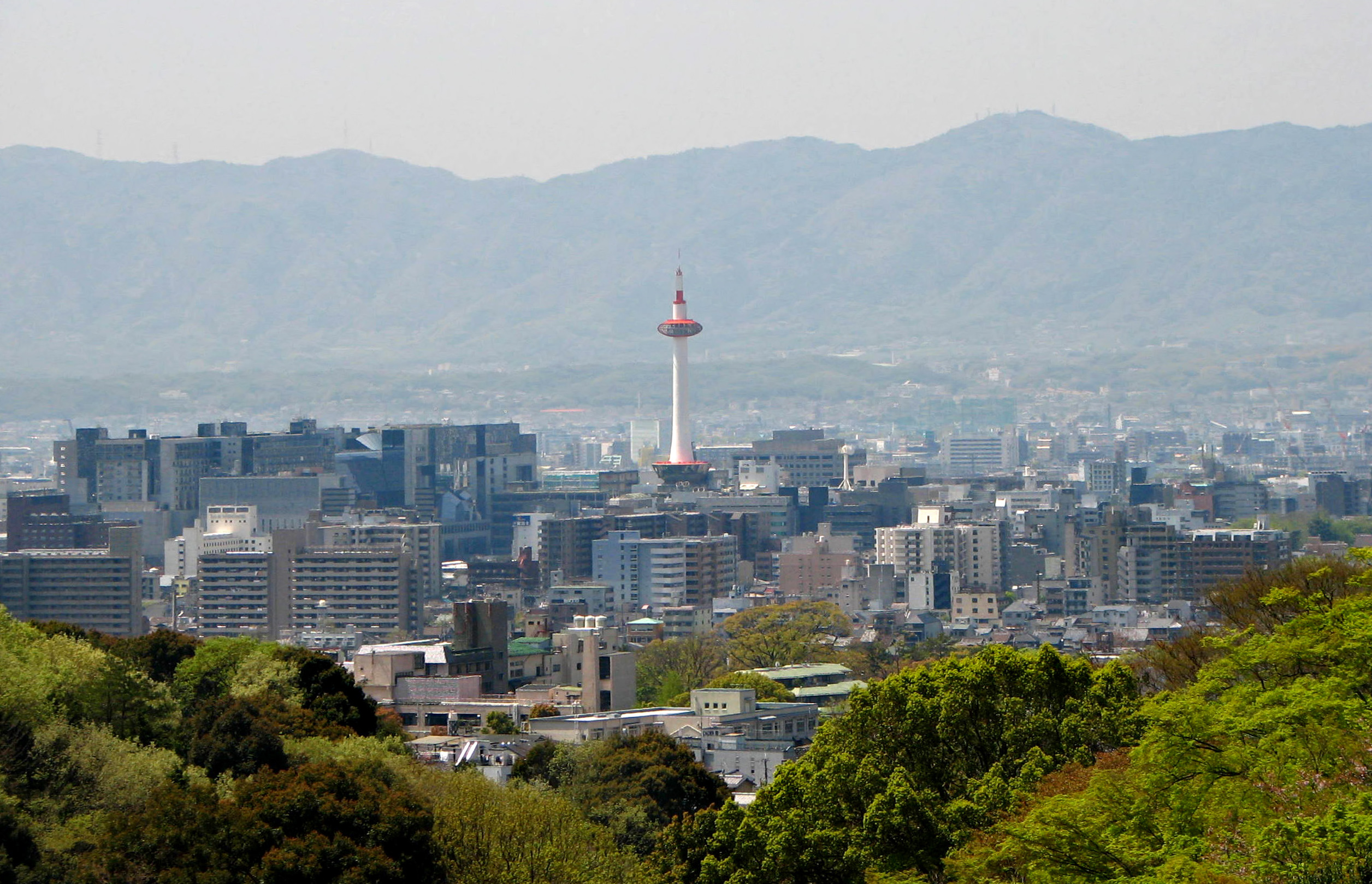
Kyōto aus der Sicht von Kiyomizu-dera
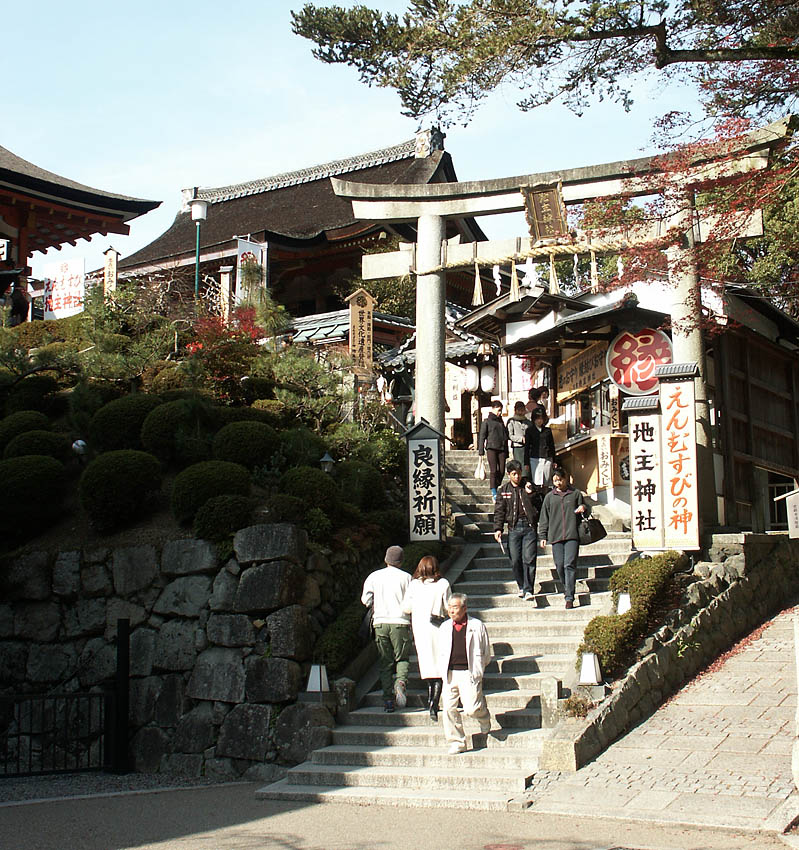
Tori des Jishu-jinja
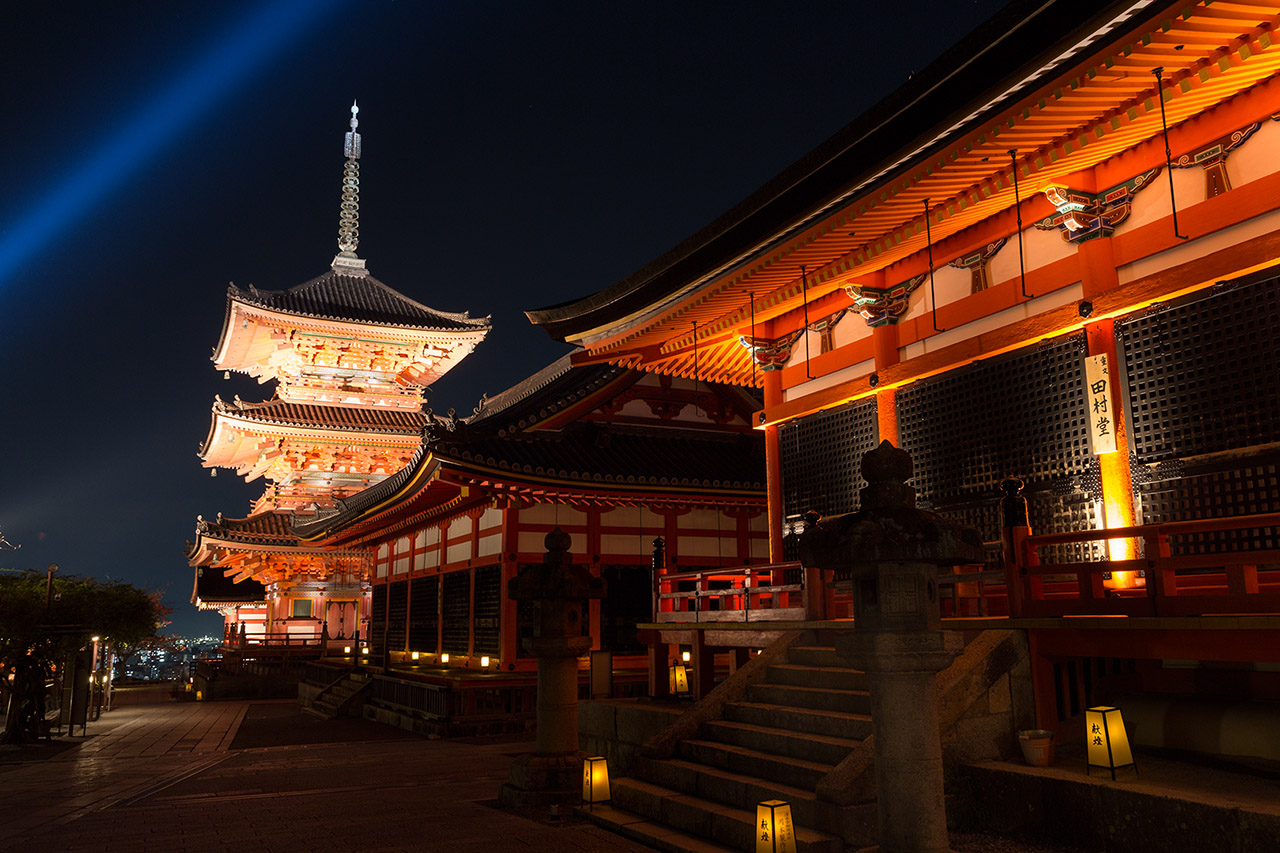
Gebäude des Kiyomizu-dera
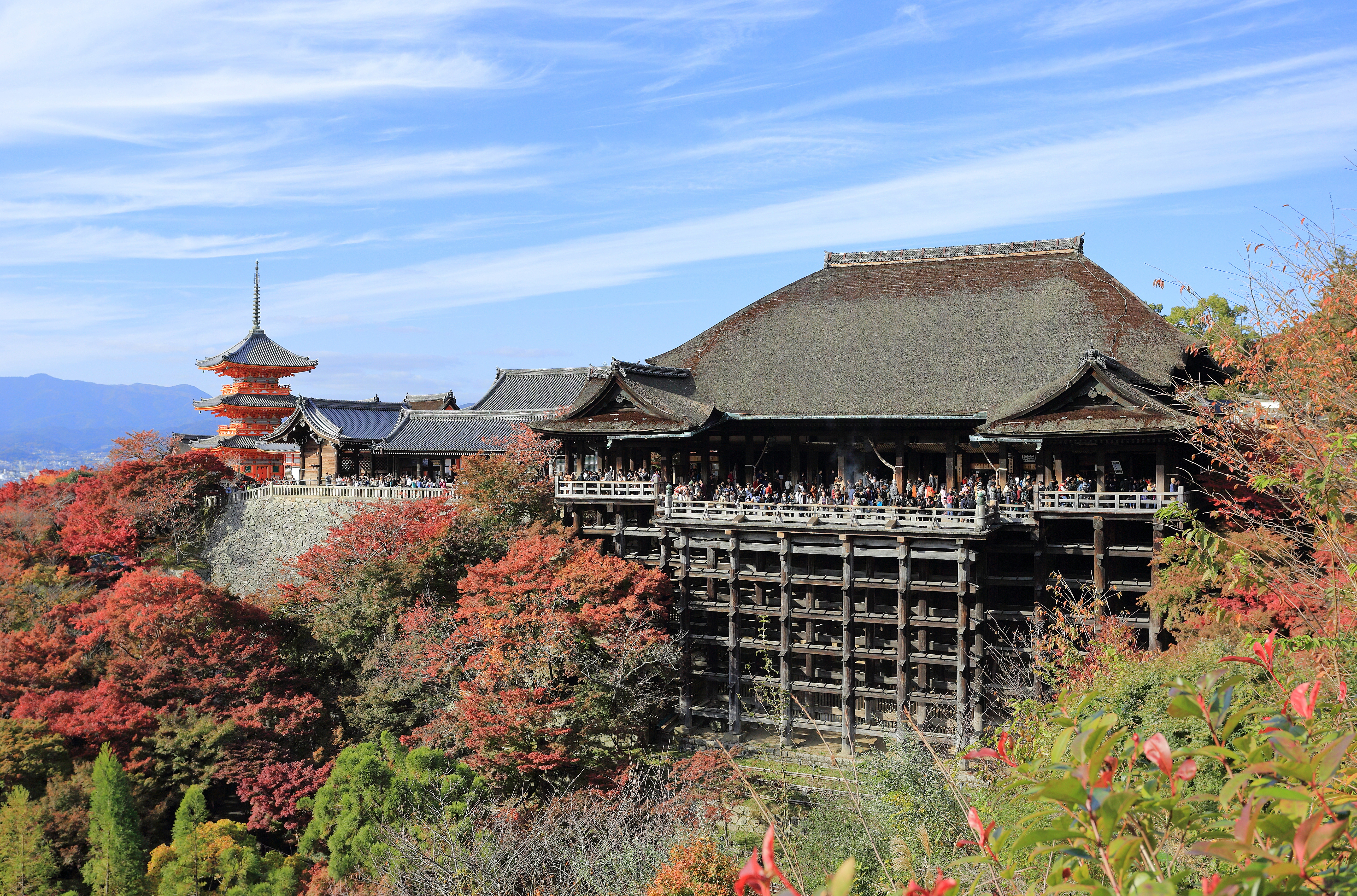
Im Herbst
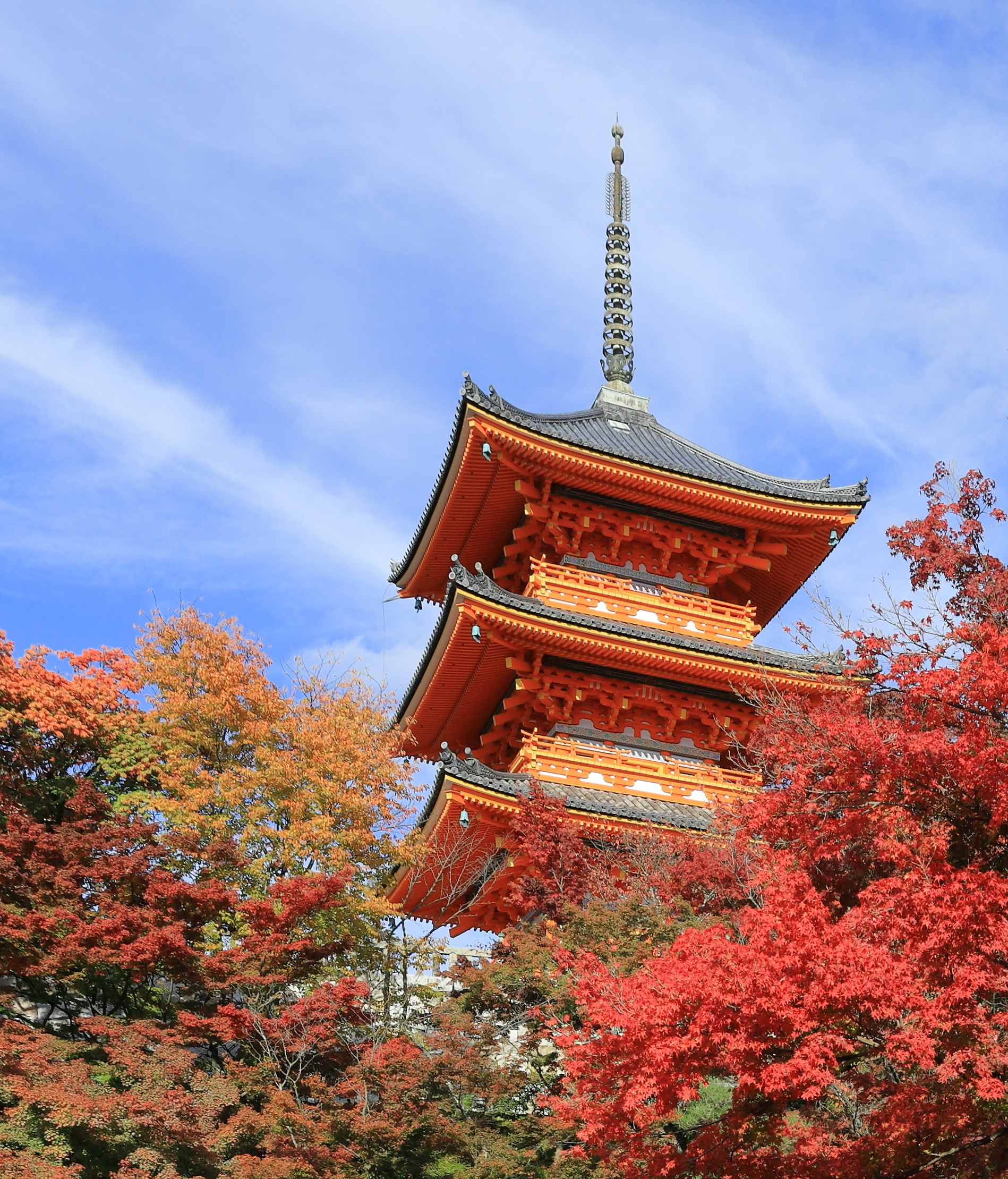
Die Pagode
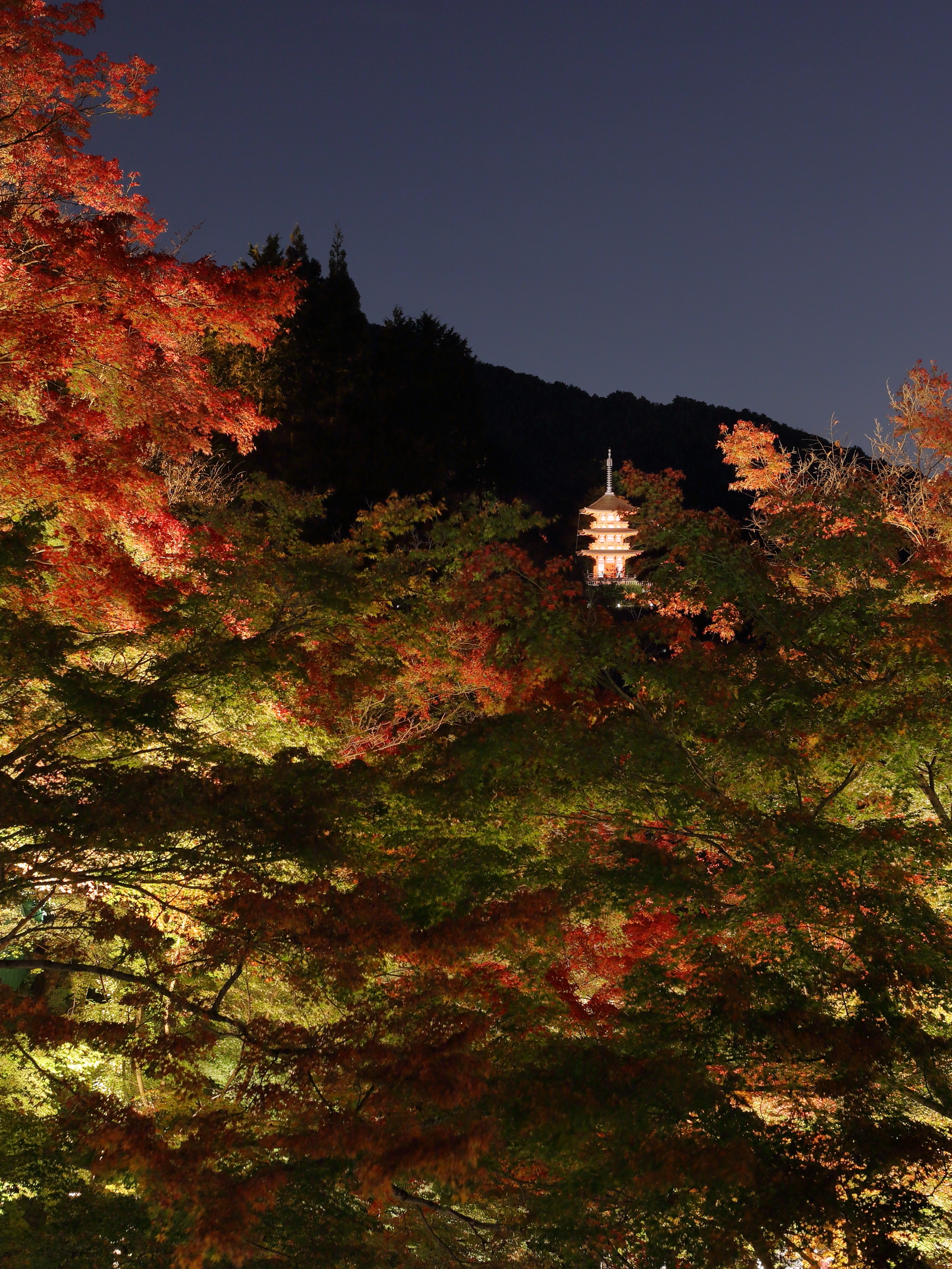
Nächtliche Illumination
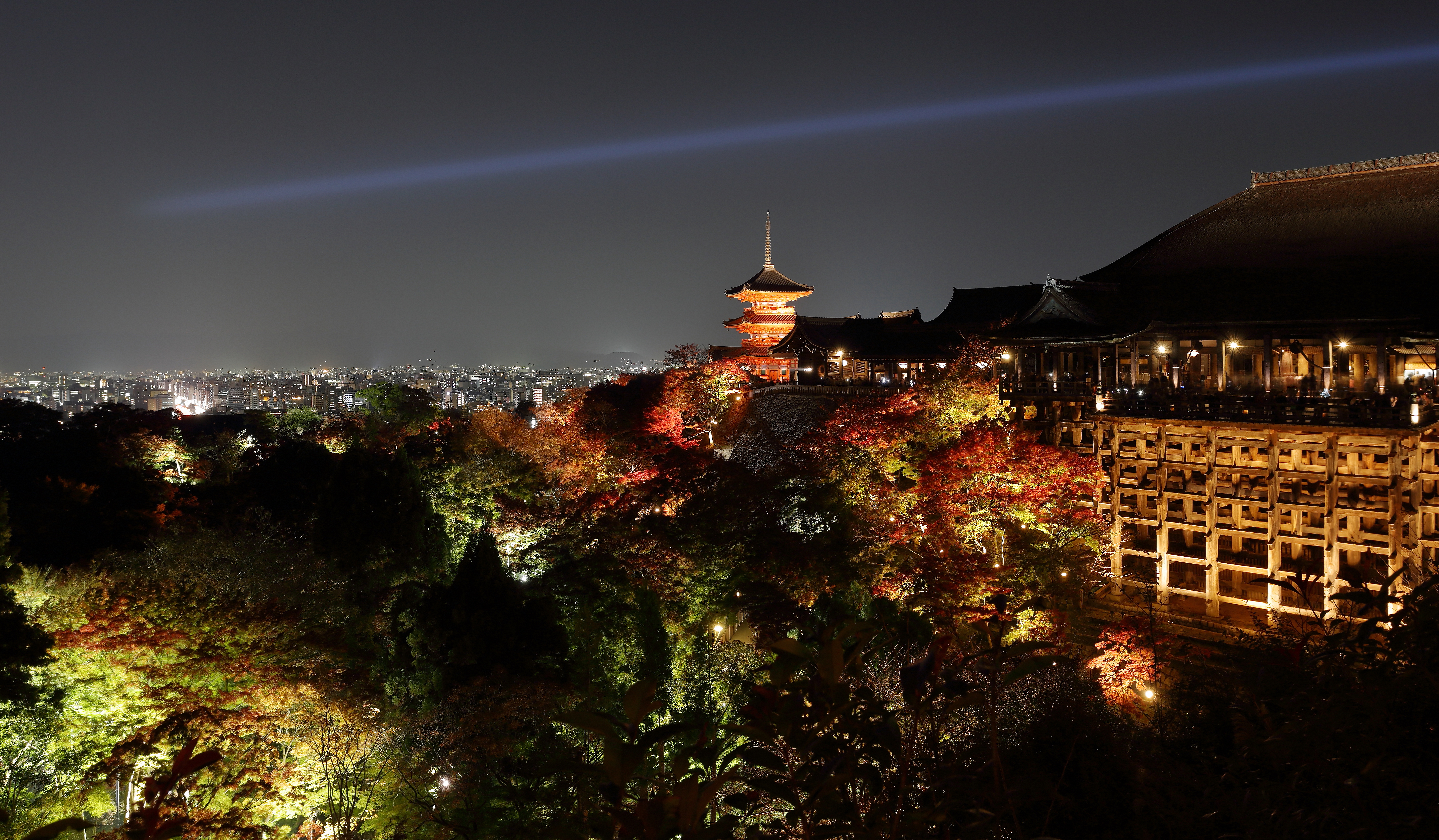
Nächtliche Illumination
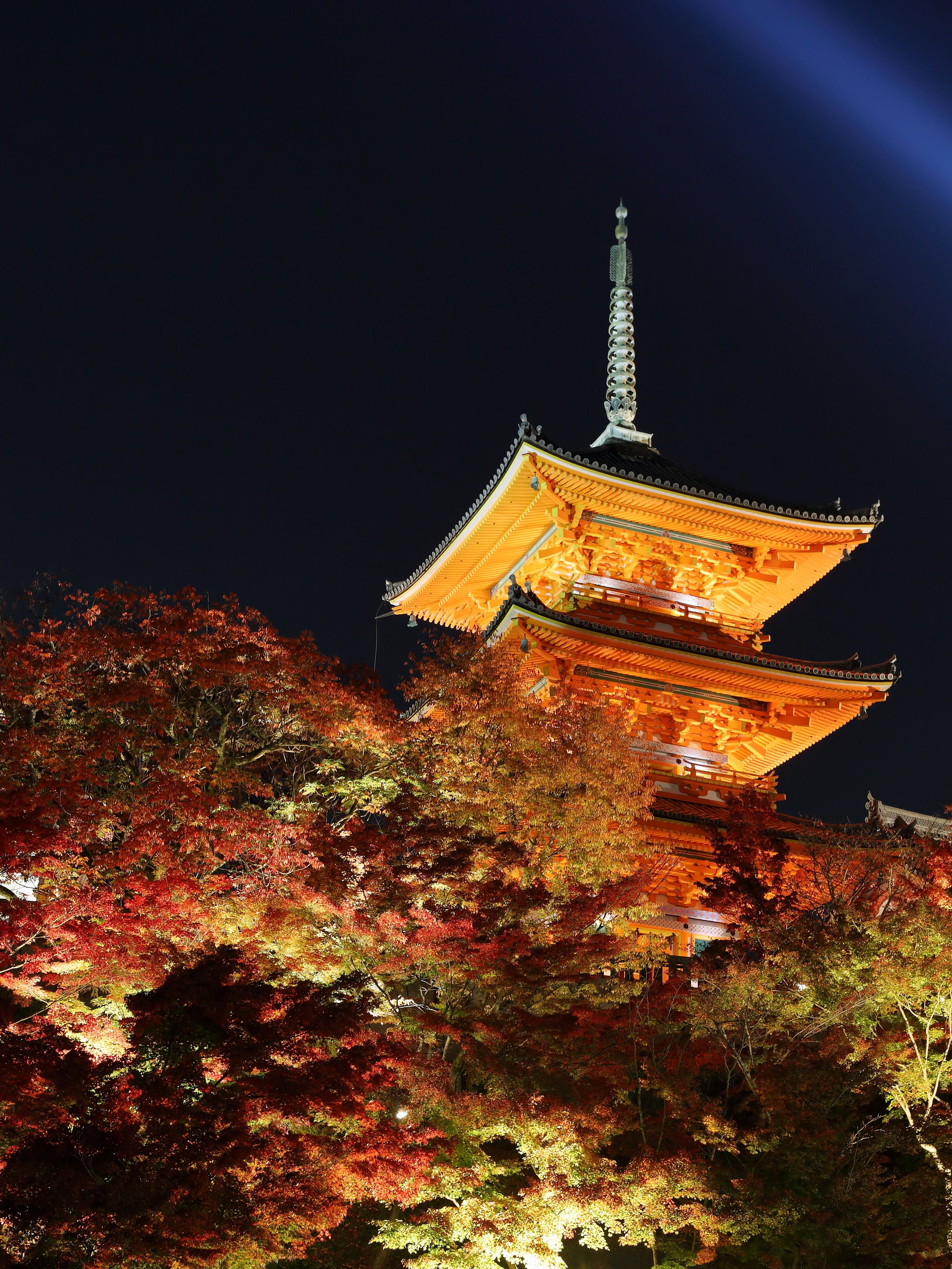
Nächtliche Illumination